# Csáklyó
Csáklyó (szlovákul: Čaklov) község Szlovákiában, az Eperjesi kerület Varannói járásában.

## Fekvése
Varannótól 5 km-re északnyugatra, a Tapoly jobb oldalán fekszik.

## Története
1282-ben említik először. 1309-ben „Chaklau” néven szerepel oklevélben. A 15. század második felében 22 parasztház állt a községben, a század végére azonban a harcok következtében sokan elköltöztek a faluból. 1493-ban csak 10 lakott háza volt 12 lakatlan ház mellett. 1660 és 1663 között pestisjárvány pusztított. 1715-ben 16 ház állt a faluban. A 18. század folyamán a falu új etnikumokkal, zsidókkal és cigányokkal színesedett.
A 18. század végén Vályi András így ír róla: „CSAKLYÓ. Tót falu Zemplén Vármegyében, földes Ura Gróf Barkóczy Uraság, lakosai katolikusok, fekszik Sókútnak szomszédságában, Varannótól fél mértföldnyire. Határja három nyomásbéli, melly ha trágyáztatik mindenféle gabonát terem, réttye kétszer kaszáltatik, és hasznos szénát terem, fája tűzre elég, malma helyben, eladásra jó módgya Varannón, Gálszétzen, Hanusfalván, és Eperjesen, sóval is kereshetnek pénzt, jó tulajdonságaihoz képest, első Osztálybéli.”
1831-ben kolerajárvány volt, melynek következtében sokan meghaltak.
Fényes Elek 1851-ben kiadott geográfiai szótárában így ír a faluról: „Csáklyó, tót falu, Zemplén vármegyében, a Tapoly völgyében, ut. p. Eperjes. Határa 3208 hold, mellyből 82 h. belsőség, szántóföld 1714 h., rét 807 h., nyires erdő 605. Ebből 30 5/8 telek után 1000 h. urbériség; a többit gr. Barkóczy János birja, kivevén a Csáklyai nemes család 2 udvartelkét a hozzá tartozó mintegy 2 telek külsőséggel. Földjeinek nagyobb része lassan emelkedő dombokon van; megterem mindennemű gabonát, kivált jó tavaszit. Az uraság váltógazdaságot űz, és szép juhokat tart. Lakja 225 kath., 30 óhitű, 390 evang., 20 zsidó. Van itt egy urasági lakház, melly az 1831-ki paraszt lázadáskor, b. Meskóné birtokában levén, kiraboltatott, urad. költségen épült iskola, szeszgyár, malom a Zamuti patakon.”
Borovszky Samu monográfiasorozatának Zemplén vármegyét tárgyaló része szerint: „Csáklyó, tapolyvölgyi tót kisközség. Van 129 háza és 796 lakosa, kiknek nagyobb része római katholikus. Postája Sókúton van, távírója és vasúti állomása meg Varannón. Első írott nyomát 1270 körül találjuk, a mikor Cziaklio néven a Ratiszló orosz herczeg birtoka. Később 1402-ben találkozunk vele, a mikor Rozgonyi László az ura. 1585-ben Varannó tartozéka és Báthory Istváné, de a Czeglédi Byzon családnak is van benne része. 1599-ben Tatay Ferenczet iktatják egy részbirtokba, azután Nyáry Istvánt és Bornemisza Jánost; 1658-ban a Barkóczyak tulajdonába megy át. Ezek maradnak mindvégig az urai, de velük együtt a Csáklyay, Hazuga, Ghillányi, Schramb, Wilcsek és a báró Dőry családoknak is vannak itt részbirtokaik. Most a gróf Hadik-Barkóczy Endre hitbizományához tartozik. 1663-ban a pestis pusztította lakosait, 1831-ben pedig a kolera, mely itt parasztlázadást idézett fel. Lakosai fogyasztási és értékesítő szövetkezetet tartanak fenn. Róm. kath. temploma 1864-ben épült.”
1920 előtt Zemplén vármegye Varannói járásához tartozott.

## Népessége
| Év:            | 1994. | 2004.    | 2014.    | 2024.   |
| -------------- | ----- | -------- | -------- | ------- |
| Emberek száma: | 2013  | 2264     | 2552     | 2774    |
| Eltérés:       |       | +12,46 % | +12,72 % | +8,69 % |

| Év:            | 2023. | 2024.   |
| -------------- | ----- | ------- |
| Emberek száma: | 2737  | 2774    |
| Eltérés:       |       | +1,35 % |

2001-ben 2166 lakosából 1462 szlovák és 678 cigány volt.
2011-ben 2442 lakosából 1795 szlovák és 429 cigány.